# Гриже (Іванчна Гориця)
Гриже (словен. Griže) — поселення в общині Іванчна Гориця, Осреднєсловенський регіон, Словенія. Висота над рівнем моря: 336 м.